# Ronnie Shade
Ronnie David Bell Mitchell Shade MBE (Edinburgh, 1938 – Edinburgh, 10 september 1986) was een amateur- en professional golfer uit Schotland.

## Amateur
Shade won vijf keer achter elkaar het Schots Amateur en het jaar daarvoor stond hij in de finale tegen Bobby Cole. In totaal won hij hiervoor 40 partijen, waarvan 35 partijen na 18 holes gelijk stonden en er doorgespeeld moest worden totdat er een winnaar was. 
Bij de Eisenhower Trophy in Japan in 1962 brak hij het baanrecord, en in Mexico in 1966 won hij individueel. In 1966 was hij de beste amateur op het Brits Open en het Carling Wereldkampioenschap, en haalde hij de finale op het Brits Amateur.

#### Gewonnen
- 1956: Schots Jeugdkampioenschap
- 1961: Brabazon Trophy
- 1963: Brabazon Trophy
- 1963: Schots amateurkampioenschap: hij versloeg Newton Henderson met 4&3 op Royal Troon
- 1964: Schots amateurkampioenschap: hij versloeg Jam McBeath met 8&7 op Nairn
- 1965: Schots amateurkampioenschap: hij versloeg Gordon Cosh met 4&2 op St Andrews Links
- 1966: Schots amateurkampioenschap: hij versloeg Colin Strachan met 9&8 op Western Gailes
- 1967: Schots amateurkampioenschap: hij versloeg Alan Murphy met 5&4 op Carnoustie
- 1967: Brabazon Trophy

#### Teams
- Eisenhower Trophy: 1962, 1964, 1966, 1968
- Walker Cup: 1961, 1963, 1965, 1967

#### Onderscheiden
Als amateur werd hij lid van de Orde van het Britse Rijk.

## Professional
Pas op 30-jarige leeftijd werd Shade professional.

#### Gewonnen
- 1969: Carrolls International
- 1970: Schots PGA kampioenschap
- 1975: Mufulira Open in Zambia.

#### Teams
- World Cup: 1970, 1971, 1972

## Persoonlijk
Ronnie Shade overleed in 1986 op 47-jarige leeftijd na een langdurige ziekte.